# Frans de Haan
Franciscus Mattheus Christiaan (Frans) de Haan (Amsterdam, 18 september 1938 – Wassenaar, 2 december 2022) was een Nederlands basketballer en golfspeler.

## Carrière
De Haan speelde voor The Wolves Amsterdam in de Eredivisie. Met De Haan werd dit team in 1960 en 1961 landskampioen onder coach Henk van de Broek en in 1964 onder coach Ruud Welter. Van 1958 tot 1970 speelde De Haan mee in oefeninterlands en heeft hij Nederland vertegenwoordigd op het Eurobasket-kampioenschap: in 1961 in Belgrado, in 1963 in Wrocław en in 1967 in Helsinki. 
Frans de Haan werd als golfer in 1972 en 1973 kampioen van Nederland. In 1981 was hij medeoprichter van Orange All Stars, een vereniging van golfspelende Nederlandse oud-sportinternationals waarvan hij vanaf de oprichting jarenlang (minstens tot 2008) voorzitter geweest is.
Zijn vader Frans de Haan (1897-1974) was voetballer en speelde voor Ajax. De Haan overleed in 2022 op 84-jarige leeftijd.